# Sir Johns Peak
Sir Johns Peak är ett berg i Jamaica. Det ligger i den östra delen av landet, 19 km nordost om huvudstaden Kingston. Toppen på Sir Johns Peak är 1 912 meter över havet. Sir Johns Peak ligger på ön Jamaica. Det ingår i The Grand Ridge of the Blue Mountains.
Terrängen runt Sir Johns Peak är bergig åt nordost, men åt sydväst är den kuperad. Runt Sir Johns Peak är det ganska tätbefolkat, med 96 invånare per kvadratkilometer. Närmaste större samhälle är Kingston, 19,3 km sydväst om Sir Johns Peak. I omgivningarna runt Sir Johns Peak växer i huvudsak städsegrön lövskog.